# Кейнсіанська функція інвестицій
Кейнсіа́нська фу́нкція інвести́цій — найпопулярніша серед функцій для визначення інвестиційного клімату, яку розробив Джон Мейнард Кейнс.

## Передумови
Перша — мотиваційним чинником попиту на інвестиції є чистий прибуток. При цьому під чистим прибутком Кейнс розумів чисту виручку, яка залишається після відшкодування поточних витрат та амортизаційних відрахувань. 

Друга — оскільки інвестиції приносять результати не тоді, коли вони здійснюються, а в майбутньому періоді, то Кейнс виходив із необхідності враховувати прибуток, який очікується протягом усього строку служби основного капіталу. Це обумовлює необхідність дисконтування майбутніх прибутків.
 

Третя — очікуваний прибуток від інвестування зіставляється з відновою вартістю капітального майна, яка визначається витратами, пов'язаними з його заміщенням.
Для зіставлення очікуваних прибутків з вартістю капітального майна Кейнс використовує граничну ефективність капіталу. Під граничною ефективністю капіталу він розумів таку ставку процента, яка урівноважує дисконтовану вартість очікуваних прибутків з вартістю капітального майна. Зазначену роль граничної ефективності капіталу можна продемонструвати такою формулою: 

{\displaystyle K=\sum _{t=1}^{n}PR_{t}/(1+R)^{t}}
де К — вартість капітального майна (інвестиційного проекту);

PRt — очікуваний прибуток (чистий); 
R- гранична ефективність капіталу; 
t — роки, протягом яких має використовуватися капітальне майно.
Гранична ефективність індивідуального капіталу залежить від норми прибутковості капітального майна, тобто від співвідношення
 P=PR/К

Чим вища норма прибутковості капітального майна, тим вищою є ставка процента, яка здатна урівноважувати вартість капітального майна з дисконтованою вартістю очікуваних прибутків. Кожний вид капітального майна має неоднакову норму прибутковості і тому неоднакову граничну ефективність капіталу. Кейнс розрізняв граничну ефективність індивідуального капіталу і граничну ефективність сукупного капіталу. При цьому роль граничної ефективності сукупного капіталу відіграє найвища гранична ефективність індивідуальних капіталів. У широкому контексті роль граничної ефективності сукупного капіталу відіграє такий рівень доходу, який є максимальним серед усіх можливих варіантів інвестицій (реальних та фінансових).
Щоб вкладення коштів у інвестиційний проект було економічно доцільним, процентна ставка, за якою купуються інвестиційні кошти, має бути нижчою за ставку процента, що відіграє роль граничної ефективності капіталу, тобто i<R*. Лише за цієї умови дійсна дисконтована вартість очікуваних прибутків перевищить вартість капітального майна, внаслідок чого інвестор, крім окупності своїх коштів, отримає додатковий прибуток. Це означає, що гранична ефективність капіталу слугує верхнею межею для процентної ставки, яка є ціною інвестицій.
Наприклад, на горизонтальній осі графіка розміщено чотири інвестиційні проекти, гранична ефективність капіталу яких становить відповідно 20 %, 18 %, 12 %, 8 %. На вертикальній осі графіка розміщена процентна ставка в інтервалі 0 % до 20 %. Гранична ефективність сукупного капіталу становить 20 %, що відповідає граничній ефективності капіталу першого інвестиційного проекту, яка є найвищою серед всіх варіантів вкладання інвестицій.
Якщо процентна ставка становить 20 %, то інвестиційний попит дорівнює нулю, оскільки не існує інвестиційних проектів, гранична ефективність капіталу яких перевищує 20 %. При зниженні процентної ставки до 15 % економічно доцільними будуть інвестиції в перший та другий проекти, гранична ефективність капіталу яких (20 %, 18 %) перевищує 15 %. Це означає, що інвестиційний попит дорівнює . Зниження процентної ставки до 10 % збільшує інвестиційний попит до величини, а зниження процентної ставки до 5 % збільшує інвестиційний попит до величини суми інвестиційних проектів.
Отже, коли процентна ставка знижується, інвестиційний попит зростає. Це свідчить про те, що інвестиції перебувають в оберненій залежності від процентної ставки, рівень якої не може перевищувати граничної ефективності капіталу. Виходячи з цього кейнсіанську функцію інвестицій можна виразити таким рівнянням:
{\displaystyle I=f(i<R*).}